# 해리 가르디노
해리 가르디노(Harry Guardino, 1925년 12월 23일 ~ 1995년 7월 17일)는 미국의 연극 배우, 영화배우, 텔레비전 배우이다.

## 영화
- 피스트 오브 오너 (1993년)
- 붉은 비밀 (1991년)
- 네온의 왕국 (1989년)
- 호텔 - 시리즈 (1983년)
- 더티 파이터 (1980년)
- 골든걸 (1979년)
- 마틸다 (1978년)
- 위험한 열차 (1977년)
- 세인트 아이브스 (1976년)
- 더티 해리 3 - 집행자 (1976년)
- 알 카포네 (1975년)
- 의혹의 그림자 (1972년)
- 더티 해리 (1971년) - 알 브레슬러 역
- 러버스 앤 어더 스트레인저 (1970년)
- 하와이 5-0수사대 (1968년)
- 형사 마디간 (1968년) - Det. 로코 보나로 역
- 산 젠나로의 작전 (1966년)
- 지옥의 영웅들 (1962년)
- 다섯 낙인의 여자 (1960년)
- 추격 (1959년)
- 파이브 펜스 (1959년)
- 폭찹 고지전투 (1959년) - 포스트맨 역
- 하우스보트 (1958년)